# Amityville: La nova maledicció
Amityville: La nova maledicció (títol original: Amityville: A New Generation) és una pel·lícula estatunidenca dirigida per John Murlowski i estrenada directament en vídeo l'any 1993. Es tracta del setè lliurament de la saga Amityville. Ha estat doblada al català.

## Argument
Artista fotògraf, a Keyes Terry un sense sostre li ofereix un curiós mirall trobat al carrer. Una vegada a casa seva, estranys esdeveniments comencen a produir-se i una sèrie de morts misterioses li fan prendre consciència que aquest mirall és posseït per l'ànima del seu difunt pare, Franklin Bonner. Aquest últim en efecte havia assassinat tota la seva família a cops de fusell a la casa de Amityville.

## Repartiment
- Ross Partridge: Keyes Terry
- Julia Nickson-Soul: Suki
- Lala Sloatman: Llaine
- David Naughton: Dick Cutler
- Barbara Howard: Janet Cutler
- Jack Orend: Franklin Bonner
- Richard Roundtree: Pauli
- Terry O'Quinn: Inspector Clark
- Robert Rusler: Ray
- Lli Shaye: Infermera Turner
- Karl Johnson: propietari del bar
- Ralph Ahn: M. Kim
- Tom Wright: Empleat de la Morgue
- Bob Jennings: policía
- Jon Steuer: Young Keyes
- Robert Harvey: Bronner
- Ken Bolognese: Critica
- Abbe Rowlins: Universitari
- Joseph Schuster: Jove
- J.P. Stevens: Adolescent
- Kim Anderson: Critica
- Claudia Gold: Critica

## Al voltant de la pel·lícula
Vagament inspirat en fets divers reals que van tenir lloc a la petita ciutat americana de Amityville a la meitat dels anys 1970, aquesta nova continuació només evoca furtivament la cèlebre casa de finestres inquietants que van ser l'èxit de la saga.
Com un cert nombre dels seus predecessors, aquest film només ha conegut una modesta explotació en cintes de vídeo, a continuació en DVD.
Entre els títols tardans de la sèrie, destacar tanmateix una Repartiment més ambiciosa que a l'acostumada, ja que es reconeixen alguns noms coneguts del cinema popular: David Naughton (L'home-llop de Londres, Body Bags), Richard Roundtree (la sèrie original dels Shaft), Robert Harvey (Una criatura de somni, La Revenja de Freddy, Vamp) o Terry O'Quinn (Lost).
Una última continuació al·lusiva es donarà a la franquícia l'any 1994: Amityville: Dollhouse), de Steve White abans que un autèntic remake del film original no sigui i dirigida l'any 2005 per Andrew Douglas: The Amityville Horror.